# Гайна (река)
Гайна — река в Минской области Беларуси, правый приток Березины. Длина реки — 100 км, площадь водосборного бассейна — 1670 км², среднегодовой расход воды в устье — 11,7 м³/с, средний уклон реки 1,01 м/км.
Истоки реки находятся западнее деревни Гайна Логойского района на Минской возвышенности, далее протекает по Верхнеберезинской низменности по территориям Смолевичского и Борисовского районов. Долина реки трапециевидная, ниже впадения Цны невыразительная, шириной от 0,8-1,2 км в верхнем течении до 2,5-3,0 км в нижнем. Пойма в низовьях до 1,5 км шириной. Ширина реки в межень — от 2-4 м в верховьях, до 10-16 м в низовьях, у устья — до 20 м. Высота устья — 153,3 м над уровнем моря.
Наивысший уровень половодья в конце марта — начале апреля, средняя высота над меженным уровнем 0,9-1,6 м, наибольшая 2,1 м. Река замерзает в середине декабря, ледоход в середине марта. Судоходство в 30 км от устья в высокую воду.
Река в верховьях канализирована на 9 км (от деревни Гайна до деревни Кузевичи), на остальном протяжении извилистое. В Логойске — небольшое водохранилище.
Основные притоки — Усяжа, Логозинка, Граба (правые); Цна, Кишкурянка, Зембинка (левые).
Крупнейший населённый пункт на реке — город Логойск. Долина реки в верхнем и среднем течении плотно заселена, в нижнем, Гайна, в основном течёт по сильно заболоченной нежилой местности. Помимо Логойска крупнейшие сёла и деревни на берегах реки — Гайна, Кузевичи, Добренево, Михалово, Терховичи, Гостиловичи, Рудня, Понизовье, Свидно, Сутоки.
Впадает в Березину километром выше деревни Веселово.